# توشيهيرو أتشيد
توشيهيرو أُتشيدَ (باليابانية: 内田 利広) (12 أغسطس 1972 في ناغاساكي في اليابان - )؛ هو لاعب كرة قدم ياباني سابق كان يلعب كلاعب وسط.

## وصلات خارجية
- توشيهيرو أتشيد على موقع رابطة كرة القدم اليابانية للمحترفين (اليابانية)
- توشيهيرو أتشيد على موقع عالم كرة القدم.نت (الإنجليزية)